# Балинт, Аттила (венгерский хоккеист)
Аттила Балинт (венг. Bálint Attila, род, 25 мая 1948, Венгрия) — венгерский хоккеист, центральный нападающий.

## Биография
Родился 25 мая 1948 года в Венгрии. Игровую карьеру начал в 1962 году в клубе «Дожа» (Уйпешт), где выступал более 15 лет. Становился чемпионом Венгрии по хоккею (1965, 1968—1970), вторым призёром (1971—1976). В 1965—1967, 1970—1972 и 1976 годах становился обладателем Кубка Венгрии. В конце карьеры выступал за «Ференцварош».
Принимал участие в чемпионатах мира и Европы по хоккею с шайбой (1967, 1969, 1970—1976). По состоянию на 1977 год, провёл 124 матча за сборную Венгрии и забросил 73 шайбы в ворота.
Отлично понимал игру на льду и умел дирижировать действиями других хоккеистов во время хоккейных матчей. Выделялся эффективностью в условиях жёсткой силовой борьбы.